# District de Kohlu
Le district de Kohlu (en ourdou : ضلع کوہلو) est une subdivision administrative de la province du Baloutchistan au Pakistan. Créé en 1974, le district a pour capitale Kohlu et est le territoire de la tribu des Marris.
Peuplé de quelque 210 000 habitants en 2017, la population du district est majoritairement peuplée de Baloutches. Le district est essentiellement rural et peu développé. 

## Histoire

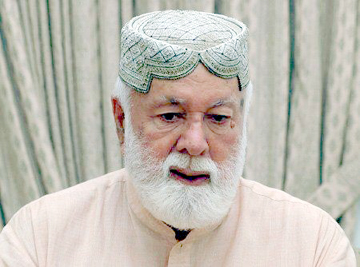
Khair Bakhsh Marri.

Le district de Kohlu est créé en 1974 quand le district de Sibi est divisé en plusieurs subdivisions distinctes.
Parfois appelé « pays des Marris », en référence à la tribu baloutche prédominante, le district a été l'objet d’insurrection séparatiste contre le pouvoir fédéral dans le cadre des guerres baloutches. Membre prééminent de la tribu, Khair Bakhsh Marri a notamment dirigé le Front de libération du Baloutchistan. La tribu Zarkoon, plus minoritaire, est présente dans et autour du chef-lieu Kohlu.

## Démographie
Lors du recensement de 1998, la population du district a été évaluée à 99 846 personnes, dont environ 10 % d'urbains. Le taux d'alphabétisation était de 12 % environ, bien moins que la moyenne nationale de 44 %. Il se situait à 18 % pour les hommes et 5 % pour les femmes. 
En 2013, l'alphabétisation est estimée à 17 % par les autorités, dont 29 % pour les hommes et 4 % pour les femmes.
Le recensement suivant mené en 2017 pointe une population de 214 350 habitants, soit une croissance annuelle de 4,1 %, supérieure aux moyennes provinciale et nationale de 3,4 % et 2,4 % respectivement. Le taux d'urbanisation baisse un peu, à 8 %.
Les tribus baloutches parlant baloutchi ou brahoui sont largement majoritaires dans le district (94 % en 1981), principalement membre de la tribu Marri. On trouve aussi des minorités parlant pachto ou sindhi. Le district a des minorités religieuses, soit 1,4 % de chrétiens et 1 % d'hindous en 1998.

## Administration
Le district est divisé en cinq tehsils ou sous-tehsils ainsi que 34 Union Councils.
| Tehsil  | Population (rec. 2017) |
| ------- | ---------------------- |
| Grisani | 17 113                 |
| Kahan   | 73 981                 |
| Kohlu   | 45 210                 |
| Mawand  | 41 626                 |
| Tamboo  | 36 420                 |

La capitale Kohlu est la seule localité considérée comme urbaine par les autorités de recensement.
| Ville | Population (rec. 2017) |
| ----- | ---------------------- |
| Kohlu | 17 426                 |

## Économie et éducation
Particulièrement pauvre et rural, la population du district vit principalement de l'agriculture non irriguée, dépendante de pluies irrégulières. Près de 6 % de la superficie est cultivée, soit environ 500 kilomètres carrés. On y produit surtout du blé, de l'orge, du sorgho, de la moutarde et coriandre, ainsi des oignons notamment. On trouve également des mines de charbon, de marbre, de fluorine et de gypse.
Les services publics sont peu développés dans le district, notamment les infrastructures scolaires qui sont manquantes. Seuls 47 % des enfants sont scolarisés dans le primaire en 2013, et ce taux chute à 16 % pour l'enseignement secondaire.

## Politique
De 2002 à 2018, le district est représenté par la circonscription no 23 de l'Assemblée provinciale du Baloutchistan. Lors des élections législatives de 2008, elle a été remportée par un candidat indépendant, et durant les élections législatives de 2013, par un candidat de la Ligue musulmane du Pakistan (N).
Depuis le redécoupage électoral de 2018, le district partage avec quatre autres districts de la division la circonscription no 259 de l'Assemblée nationale et est pleinement représenté par la circonscription no 9 de l'Assemblée provinciale. Lors des élections législatives de 2018, elles sont remportées par des candidats du Jamhoori Wattan et du Parti baloutche Awami.
| Parti                                      | Voix   | %       |
| ------------------------------------------ | ------ | ------- |
| Mouvement du Pakistan pour la justice      | 3 356  | 21,79 % |
| Parti baloutche Awami                      | 2 553  | 16,58 % |
| Parti national                             | 2 001  | 12,99 % |
| Parti national baloutche                   | 1 029  | 6,68 %  |
| Autres partis                              | 1 043  | 6,77 %  |
| Indépendants                               | 5 419  | 35,19 % |
| Total exprimés (participation : 28,62 %)   | 15 401 | 100 %   |
| Source : Commission électorale du Pakistan |        |         |